# جوئی پولاری
جوئی پولاری (انگلیسی: Joey Pollari؛ زادهٔ ۹ آوریل ۱۹۹۴) بازیگر اهل ایالات متحده آمریکا است.
از فیلم‌ها یا برنامه‌های تلویزیونی که وی در آن نقش داشته‌است می‌توان به بهشت، جرم آمریکایی، با عشق، سایمون اشاره کرد. وی آشکار کرد که همجنس‌گراست.